# Bonggo jezik
Bonggo jezik (armopa, bogu, bgu, bongo; ISO 639-3: bpg), austronezijski jezik uže sjevernonovogvinejske skupine, podskupine sarmi, kojim govori 790 ljudi (2006 SIL) na indonezijskom dijelu otoka Nova Gvineja u regenciji Sarmi, u selima Taronta, Tarawasi i Armopa kod rijeke Kaisau.
Pripadnici etničke grupe (pleme) sami sebe nazivaju Bgu (Koentjaraningrat, 1966)

## Vanjske poveznice
- Ethnologue (14th)
- Ethnologue (15th)